# Кисса Кройландский
Кисса из Кройланда (англ. Cissa of Crowland; VII век) — отшельник Линдисфарнский. Святой Католической церкви, память 23 сентября.

## Биография
Святой Кисса был отшельником в Нортумбрии, Англия. По преданию, он жил неподалёку от Линдисфарна.
Псевдо-Ингульф в Historia Ingulphi сообщает, что св. Кисса был благородного происхождения и жил рядом с келией св. Гутлака, так же как и Татвин, Беккель (Beccel) и Экберт (Ecgberht). Согласно составившему житие св. Гутлака монаху Феликсу, в ответе на вопрос игумении Экбурги св. Гутлак называет его своим преемником, по-прежнему живущим в его келье. Имя святого упоминается в Дарэмском Liber Vitae среди списка клириков.
В Resting Place of the English Saints сообщается, что мощи некоего св. Киссы вместе с мощами иных святых перенесены в 973 епископом Этельвольдом Уинчестерским во вновь основанный монастырь Торни (Thorney). Это именно те святые, кого, согласно Gesta Pontificum, отказался упоминать Уильям Малмсберийский из-за того, что их имена столь варварские. Мощи Sancti Cissi Anachorite упоминаются в списке мощей, почивающих в Торни, составленном в XII веке.